# Contea di Victoria Daly
La contea di Victoria Daly è una delle 16 local government areas che si trovano nel Territorio del Nord, in Australia. Essa si estende su di una superficie di 168.277 chilometri quadrati ed ha una popolazione di 6.868 abitanti. La sede del consiglio si trova a Katherine, al di fuori dei confini della contea.